# Henry Bryant
Henry Bryant (12 de maio de 1820 – 2 de fevereiro de 1867) foi um médico e naturalista norte-americano, avô do  oceanógrafo  e biólogo marinho Henry Bryant Bigelow. Nasceu em Boston e faleceu  em Porto Rico. Formou-se em Medicina em 1843 na  Harvard Medical School. Em 1847, abandonou a medicina devido a problemas de saúde, tendo-se dedicado à  História natural, particularmente à Ornitologia. Colecionou  aves da Flórida, das Bahamas, do Ontário, do Labrador, da Carolina do Norte, de Cuba, da Jamaica e de Porto Rico.
Foi membro do Megatherium Club, um grupo de jovens naturalistas, do recém criado Instituto Smithsoniano.